# Endasys michiganensis
Endasys michiganensis là một loài tò vò trong họ Ichneumonidae.